# 熱姆丘日涅
48°47′19″N 36°2′19″E / 48.78861°N 36.03861°E
熱姆丘日涅（烏克蘭語：Жемчужне），是烏克蘭的村落，位於該國中部第聶伯羅彼得羅夫斯克州，由日爾伊夫卡區負責管轄，處於小捷爾尼夫卡河畔，海拔高度91米，2001年人口516。